# امیر محمدی
امیر محمدی (زاده ۲۳ آبان ۱۳۷۰ در بجنورد) کشتی‌گیر آزادکار تیم ملی ایران است. وی عضو ثابت تیم ملی ایران در جام‌های جهانی کشتی آزاد در سال‌های ۲۰۱۶ و ۲۰۱۷ و قهرمان دانشجویان جهان ۲۰۱۷ و نائب قهرمان ارتش‌های جهان ۲۰۱۸ می‌باشد. از سایر افتخارات وی می‌توان به مدال نقره بازی‌های همبستگی کشورهای اسلامی ۲۰۱۷ باکو و مدال نقره قهرمانی جوانان آسیا ۲۰۱۱ جاکارتا اشاره کرد.
امیر محمدی در کشتی پهلوانی سنگین‌وزن در سال ۹۷ به عنوان نائب پهلوان کشور دست یافتو هم‌اکنون در باشگاه استقلال تهران در لیگ برتر کشتی حضور دارد. همچنین دیدارهای امیر محمدی و رضا یزدانی را می‌توان به عنوان کشتی‌های به یادماندی وزن ۹۷ کیلوگرم دانست.

## فعالیت حرفه‌ای ورزشی

### مسابقات قهرمانی کشتی جهان ۲۰۱۷
محمدی در وزن ۹۷ کیلوگرم کشتی آزاد مسابقات قهرمانی کشتی جهان ۲۰۱۷ پاریس حاضر بود که در دور اول الکساندر هوشتین دارنده مدال برنز اروپا از بلاروس را با نتیجه ۸ بر ۶ شکست داد وی در دور بعد مقابل ماگومد ابراگیموف دارنده مدال برنز المپیک و قهرمان آسیا از ازبکستان با نتیجه ۱۰ بر ۴ شکست خورد. در ادامه مسابقات نیز با توجه به شکست ابراگیموف برابر گئورگی کتویف از ارمنستان، محمدی هم از این مسابقات حذف شد.

### بازی‌های همبستگی کشورهای اسلامی ۲۰۱۷
در وزن ۹۷ کیلوگرم امیر محمدی پس از استراحت در دور نخست در دور بعد امیر طارق از پاکستان را با نتیجه ۱۰ بر صفر شکست داد، سپس در مرحله نیمه نهایی مقابل محمد ابراهیمف نفر سوم بازی‌های آسیایی از قزاقستان با نتیجه ۱۴ بر ۲ پیروز شد و به دیدار فینال راه یافت. محمدی در دیدار فینال مقابل نورمحمد قاضی‌اف آزادکار روسی الاصل جمهوری آذربایجان در مبارزه ای که داوری قضاوت‌های بحث‌برانگیزی داشت این مبارزه را با نتیجه ۱۱ بر ۲ به حریف سرسخت خود واگذار کرد و به مدال نقره دست یافت.